# In the Lost Lands
Pour plus de détails, voir Fiche technique et Distribution.
In the Lost Lands est un film germano-américano-canadien réalisé par Paul W. S. Anderson et sorti en 2025. Il s'agit d'une adaptation du recueil de nouvelles du même nom de George R. R. Martin publié en 1982.

## Synopsis
La reine Melange désespère de trouver l'amour. Pour conjurer le sort, elle fait appel à Grey Alys, une puissante et redoutée sorcière. La reine souhaite obtenir le pouvoir de se métamorphoser en loup-garou. Avec l'aide d'un mystérieux chasseur nommé Boyce, Alys va devoir affronter de sombres créatures et des ennemis impitoyables des « Terres perdues ». Elle sait par ailleurs que chaque souhait qu’elle exauce aura des conséquences inimaginables.

## Fiche technique
Sauf indication contraire, les informations mentionnées dans cette section peuvent être confirmées par la base de données cinématographiques IMDb,  présente dans la section « Liens externes ».
- Titre original : In the Lost Lands
- Réalisation : Paul W. S. Anderson
- Scénario : Constantin Werner, d'après une histoire de Constantin Werner et Paul W. S. Anderson et d'après le recueil de nouvelles In the Lost Lands de George R. R. Martin
- Musique : Paul Haslinger
- Direction artistique : Michael Derrah
- Décors : Łukasz Trzciński
- Costumes : Milena Jaroszek
- Photographie : Glen MacPherson
- Montage : Niven Howie
- Production : Paul W. S. Anderson, David Bautista, Jeremy Bolt, Milla Jovovich, Jonathan Meisner et Constantin Werner
  - Producteurs délégués : Nico Bruinsma, Kirk D'Amico, Kevin D. Forester et Martin Moszkowicz
- Sociétés de production : Constantin Film, Dream Bros. Entertainment et Rusalka Film
- Sociétés de distribution : Elevation Pictures (Canada), The Searchers (Belgique), Metropolitan Filmexport (France)
- Budget : N/A
- Pays de production :  Allemagne,  Canada,  États-Unis
- Langue originale : anglais
- Format : couleur - 2.35:1
- Genre : fantastique (high fantasy), épique, aventures, action
- Durée : 101 minutes
- Dates de sortie[3] :
  - Australie : 27 février 2025
  - France : 5 mars 2025[4]
  - Allemagne : 6 mars 2025
  - États-Unis, Canada : 7 mars 2025
- Classification[5] :
  - États-Unis : R

## Distribution
- Milla Jovovich (VF : Céline Ronté) : Gray Alys
- Dave Bautista (VF : Serge Biavan) : Boyce
- Arly Jover (VF : Juliette Degenne) : Ash
- Amara Okereke (en) (VF : Déborah Claude) : la reine Melange
- Fraser James (VF : Jean-Baptiste Anoumon) : le patriarche
- Simon Lööf (VF : Aurélien Raynal) : Jerais
- Deirdre Mullins (en) : Mara
- Sebastian Stankiewicz : Ross
- Jacek Dzisiewicz : Overlord
- Tue Lunding : The Hammer
- Ian Hanmore (en) : l'étranger

## Production

### Genèse et développement
En février 2015, il est annoncé que Constantin Werner a acquis les droits du recueil de nouvelles de George R. R. Martin et qu'une adaptation cinématographique est prévue avec Milla Jovovich et Justin Chatwin. En janvier 2016, l'écrivain signale que la production du film va démarrer. En 2021, le projet est toujours à l'ordre du jour, mais Constantin Werner cède la place de réalisateur à Paul W. S. Anderson. Constantin Werner demeure scénariste et producteur du projet,.

« J'ai écrit le scénario en collaboration avec le réalisateur britannique Paul WS Anderson qui y a mis sa vision unique, le plaçant dans un futur dystopique, un monde en ruines, hanté par des démons et des monstres. Paul le réalise et nous produisons tous les deux. »

— Constantin Werner
Constantin Werner ajoute que le tournage débutera courant 2021, puis en 2022, mais le projet prend du retard. Milla Jovovich est toujours liée au rôle d'Alys, mais Justin Chatwin est finalement remplacé par Dave Bautista.
Lors d'une interview publiée en août 2022, le réalisateur décrit son film : « Au fond, c’est vraiment un western car il possède toute l’iconographie que l’on pourrait associer à un western. Il se déroule dans un pays post-apocalyptique, donc en apparence, ce n’est pas un western, mais en son cœur, c’est très certainement un western. Il traite de nombreux tropes occidentaux, de narrations et d'images, donc je suis très excité de faire cela. »

### Tournage
Le tournage débute en novembre 2022 dans les Alvernia Studios (en) à Alwernia en Pologne,,. Il s'achève début 2023.

## Sortie et accueil
En février 2023, George R. R. Martin donne des nouvelles du film sur Twitter. Il indique que le long métrage nécessite encore un travail important et ne sortira pas avant 2024. Il ajoute que le tournage s'étant terminé un peu plus tôt en 2023, qu'il était encore en postproduction et que la sortie est prévue pour 2024.
La sortie de In The Lost Lands était initialement fixée au 26 septembre 2024, avant que cette date soit reprise pour Megalopolis de Francis Ford Coppola. En novembre 2024, George R. R. Martin révèle que le film sortira le 28 février 2025 dans les salles américaines.